# Hieronymus David Gaubius
Hieronymus David Gaubius (Heidelberg, 1705 – 29 novembre 1780) è stato un medico e chimico tedesco.

## Biografia
Studiò medicina e scienze presso l'Università di Harderwijk e di Leiden dove è stato allievo di Hermann Boerhaave (1668-1738) e Bernhard Siegfried Albinus (1697-1770). Ha conseguito la laurea a Leida nel 1725 con una tesi sulla medicina psicosomatica intitolata Dissertatio, qua idea generalis solidarum humani corporis partiur exhibitur. Dopo la laurea ha continuato la sua formazione a Parigi per poi praticare l'attività di medico ad Amsterdam e Deventer.
Gaubius nel 1731 fu invitato a Leida da Boerhaave come professore di chimica e nel 1734 divenne professore ordinario di medicina e chimica.

## Scritti
- Dissertatio inauguralis de solidis humani corporis partibus. Leiden 1725
- De vana vitae longae a chemicis promissa exspectatione. Leiden 1734
- Libellus de methodo concinnandi formulas medicamentorum. Leiden 1739, 1752, 1785, Paris 1749
- Institutiones pathologiae medicinalis. Leiden 1758, Leipzig 1759, Leiden 1763. 8o. Venet. 1766, Leiden 1776, 1781, Wien 1781, Nürnberg 1787, Paris 1770 (in französisch), Zürich 1781,  Berlin 1784
- De Regimine Mentis, quod est Medicorum. Leiden 1764
- Oratio panegyrica in auspicium seculi tertii Academiae Lugduno-Batavae 1775. Leiden 1775,
- Adversaria varii argument. Leiden 1779
- Opuscula academica omnia. Leiden 1787
- Bijbel der Natuur, of Historie der Insecten. Leiden 1737